# Ophiomastus serratus
Ophiomastus serratus är en ormstjärneart som först beskrevs av Ole Theodor Jensen Mortensen 1936.  Ophiomastus serratus ingår i släktet Ophiomastus och familjen fransormstjärnor. Inga underarter finns listade i Catalogue of Life.